# Trango Towers

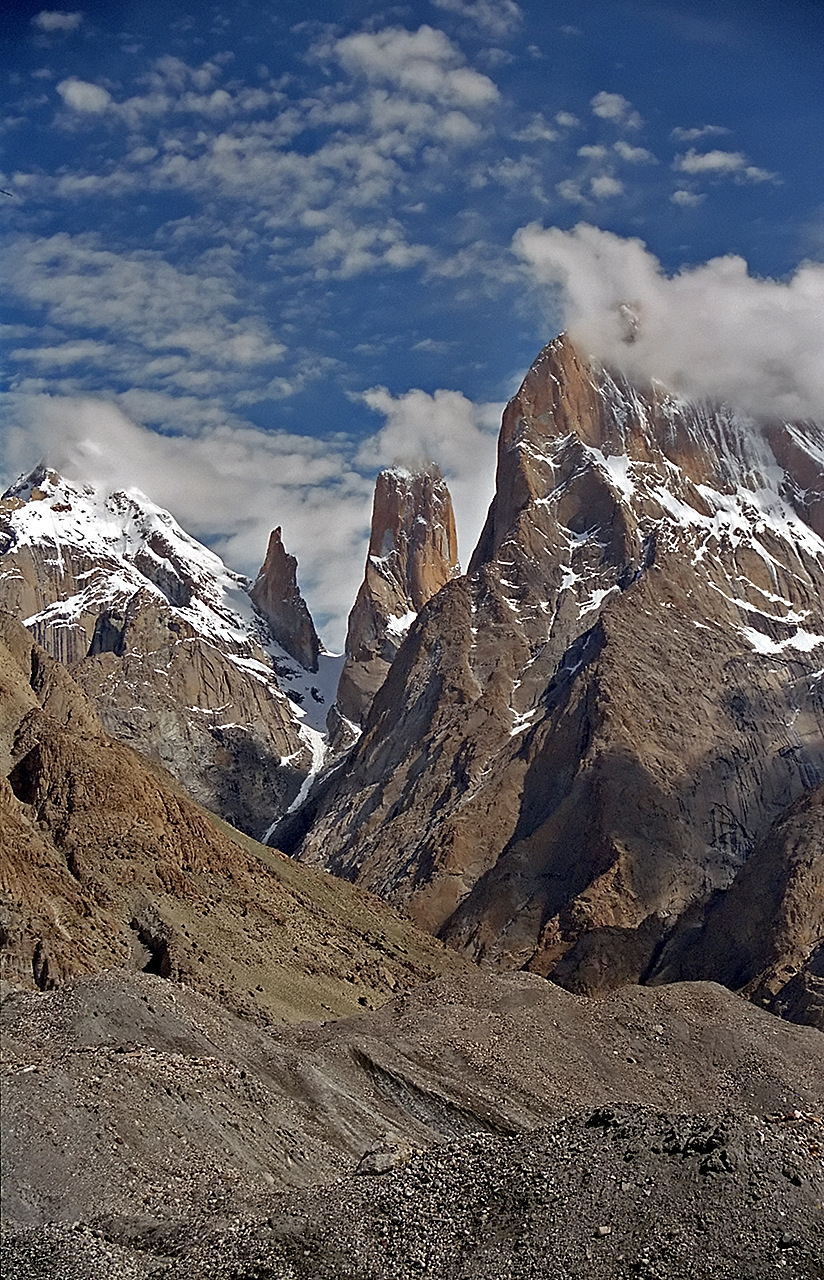
De Trango Towers vanuit het zuidwesten, vanaf de Baltorogletsjer. Van links naar rechts: Trango II, Trango Monk, Trango Tower, Great Trango Tower.

De Trango Towers zijn een groep scherpe rotstoppen in de Pakistaanse Karakoram. Ze maken deel uit van de bergketen Baltoro Muztagh ten noorden van de Baltorogletsjer en de route naar Concordia en het K2 Basecamp. Er zijn verschillende toppen, gescheiden door verticale of vrijwel verticale rotswanden. De Trango Towers zijn bekende doelen voor bergklimmers en enkele beklimmingsroutes worden tot de moeilijkste ter wereld gerekend. 
De Trango Towers bestaan uit graniet. Vergelijkbare granietlichamen vormen de kern van de Baltoro Muztagh. Het hoogste punt is de Great Trango Tower (6287 m), die voor het eerst werd beklommen op 21 juni 1977, toen de Amerikanen Galen Rowell, John Roskelley, Kim Schmitz en Dennis Hennek via de zuidelijke wand de top bereikten. Ten zuiden van de top bevinden zich de lagere toppen Trango Pulpit (6050 m) en Trango Castle (5753 m). Onder klimmers geldt de Trango Tower (6251 m) als spectaculairste van de toppen. De eerste beklimming van deze rotstoren was door de Britten Mo Anthoine en Martin Boysen op 8 juli 1976. Verder naar het noorden bevindt zich nog een rotstoren, de Trango Monk.
In het noorden zitten de Trango Towers vast aan de 6363 m hoge Trango Ri, die ondanks zijn naam niet meer tot de groep gerekend wordt.